# Talang Bunut
Talang Bunut is een bestuurslaag in het regentschap Lebong van de provincie Bengkulu, Indonesië. Talang Bunut telt 640 inwoners (volkstelling 2010).